# Robert Herborn
Pour les articles homonymes, voir Herborn (homonymie).
Robert Herborn est un ingénieur français des Arts et manufactures (Promotion 1879) et ancien directeur de l'École professionnelle de l'Est. Il a notamment lancé le projet de création de l'École Supérieure de Commerce de Nancy. Il est aussi membre fondateur de l'École de Nancy, dont il fait partie du comité directeur.